# Ptychobranchus subtentum
Ptychobranchus subtentum е вид мида от семейство Unionidae. Видът е застрашен от изчезване.

## Разпространение
Разпространен е в САЩ.